# Димішк-ходжа
Димішк (Демаск, Дімасх)-ходжа (д/н — 25 серпня 1327) — державний діяч Держави Хулагуїдів.

## Життєпис
Походив з монгольського племені сулдус племінного союзу тайджиутів. Належав до роду Чілауна, який був одним із чотирьох великих сподвижників Чингісхана. Син впливового полководця Чобана. Протягом 1310-х років останній накопичив значну владу, з 1319 року став фактичним правителем держави. Димішк-ходжа отримав посаду наїба (намісника) Аррану й обох Іраків. Згодом також йому було надано посаду візира. Тут стикнувся з амбіціями й інтригами свого колеги — візира Рукн ад-Діна Саїна. Ще раніше одружився з Турсін-хатун, донькою Іринджіна, брата ільхана Олджейту, та онукою ільхана Текудера.
Поступово набув вплив на управління державними фінансами. Зміцненню становища Чобанідів сприяв союз з еміром Хасан Бузургом, за сина якого Аміра Ільхана Димішк видав свою доньку Бахт-хатун. Старшу доньку заручив за ільхана Абу-Саїда Багатура.
Разом з тим всевладдя Димішк-ходжи та Чобана викликало зрештою невдоволення ільхана Абу-Саїда Багадура, оскільки скарбниця останнього погано наповнювалося, а Жимішк-ходжа витрачав значні власні кошти та свята, розваги та урочисті полювання. У 1326—1327 роках під час відсутності ільхана, свого батька та візира Рукн ад-Діна Саїна в столиці фактично керував державними справами.
В свою чергу Абу-Саїд Бгадур вбачав Дімашк-ходжу загрозою своїй владі. Для цього використав відсутність Чобана в столиці. Приводом став інтимний зв'язок Дімашк-ходжи з колишньою наложницею покійного Олджейту. Ільхан наказав схопити свого візира, який потрапив у пастку в Султанії, намагався втекти, але був убитий у серпні 1327 року. Це стало приводом до повстання еміра Чобана.